# كرايغ سميث (لاعب اتحاد الرغبي)
كرايغ سميث (بالإنجليزية: Craig Smith)‏ (و. 1978  م) هو لاعب اتحاد الرغبي اسكتلندي، مركز لعبه هو مبعد ‏.

## روابط خارجية
- كرايغ سميث عل موقع إسبنسكروم (الإنجليزية)
- كرايغ سميث على موقع ItsRugby.co.uk (الإنجليزية)